# Raoul Cédras
Raoul Cédras (Jérémie, 9 juli 1949) is een Haïtiaans militair officier en was als leider van de Haïtiaanse Militaire Junta de de facto heerser over Haïti van 30 september 1991 tot 1994.
Cédras was de luitenant-generaal in de Forces Armées d'Haïti (FAdH) verantwoordelijk voor de staatsgreep die president Jean-Bertrand Aristide op 30 september 1991 tot aftreden en vluchten dwong. Gedurende een week is hij formeel staatshoofd van Haïti. Op 8 oktober 1991 gaf hij de formele macht over conform de Haïtiaanse grondwet aan de hoogste rechter van het land Joseph Nérette die provisoir als president werd aangesteld. Cédras voert een bijzonder gewelddadig beleid, gesteund door het FAdH en vanaf 1993 ook door de doodseskaders van het FRAPH (Front révolutionnaire armé pour le progrès d'Haïti) onder leiding van Emanuel "Toto" Constant. Als hoogste legerofficier bleef hij de facto het land besturen, zelfs na de tijdelijke terugkeer van Aristide, en ook onder het beleid van president Émile Jonassaint. Wanneer deze laatste volgend op Resolutie 917 en Resolutie 933 van de Veiligheidsraad van de Verenigde Naties tot ontslag werd bewogen, kan ook Cédras overtuigd worden, met bemiddeling van Jimmy Carter het land te verlaten. Hij vluchtte naar Panama waar hij tot heden verblijft. In november 2000 wordt hij bij verstek door het Haïtiaans gerecht veroordeeld tot levenslange gevangenisstraf. Ook voor zijn aandeel in de massamoorden in Raboteau op 22 april 1994 werd Cédras veroordeeld.